# Liste der Bürgermeister von Berlin
Die Liste der Bürgermeister von Berlin führt die Bürgermeister der deutschen Hauptstadt Berlin auf.

## Geschichte
Seit 1307 gab es für die beiden Städte Berlin und Cölln eine gemeinsame Verwaltung. Dem gemeinsamen Stadtrat gehörten zwei Bürgermeister an. Der Rat und mit ihm die Bürgermeister wurden jeweils für ein Jahr gewählt. Die Wiederwahl nach einem Jahr Pause war üblich, so dass viele Bürgermeister dieser Zeit von ihrer ersten Wahl an jedes zweite Jahr bis zu ihrem Tode Bürgermeister waren. Nach der Vereinigung der bis dahin eigenständigen Städte Berlin, Cölln, Friedrichswerder, Friedrichstadt und Dorotheenstadt zur Königlichen Haupt- und Residenzstadt Berlin standen der Stadt jeweils drei bis vier Bürgermeister vor. Ab 1726 gab es einen vom König eingesetzten Stadtpräsidenten, dem die Bürgermeister unterstanden.
Seit der Steinschen Städtereform war im Königreich Preußen und im Freistaat Preußen der Titel des Stadtoberhaupts von Berlin Oberbürgermeister. Er war den Oberpräsidenten der Preußischen Provinzen gleichgestellt. Infolge der zunehmenden Spaltung Berlins nach dem Zweiten Weltkrieg setzte die sowjetische Besatzungsmacht 1948 einen eigenen Oberbürgermeister in Ost-Berlin ein, während der dadurch auf West-Berlin reduzierte Oberbürgermeister seit 1951 durch das im Vorjahr gegründete Land Berlin wegen der neuen Doppelfunktion als Stadt- und Landesoberhaupt den Titel Regierender Bürgermeister trug. Seit der ersten Abgeordnetenhauswahl bzw. der Wahl des Regierenden Bürgermeisters nach der Wiedervereinigung im Jahr 1991 ist er Regierender Bürgermeister von ganz Berlin.

## Die ersten Bürgermeister von Berlin und der vereinigten Doppelstadt (1247–1442)
Als erster nachweisbare Bürgermeister wird Marsilius im Jahre 1247 in einer Urkunde erwähnt. 1307 schlossen sich die Städte Berlin und Kölln zu einer Doppelstadt zusammen. 1432 legten sie auch ihre Verwaltung zusammen.
| Name                      | zum ersten Mal Bürgermeister | zum letzten Mal Bürgermeister |
| ------------------------- | ---------------------------- | ----------------------------- |
| Marsilius                 | 1247                         |                               |
| Johannes von Blankenfelde | 1294                         |                               |
| Heinrich Uden             | 1310                         |                               |
| Johann Wiperti            | 1310                         |                               |
| Johann Sohr               | 1312                         |                               |
| Johann von Rathenow       | 1312                         |                               |
| Peter von Lietzen         | 1326                         |                               |
| Nikolaus von Asperstedt   | 1326                         |                               |
| Johann Lange              | 1327                         |                               |
| Otto von Buch             | 1328                         |                               |
| Gerhard von Rathenow      | 1328                         |                               |
| Peter Moskow              | 1340                         |                               |
| Jacob von Rathenow        | 1340                         |                               |
| Hans Rathenow             | 1361                         |                               |
| Bernd Reiche              | 1361                         |                               |
| Wilhelm Rhode             | 1362                         |                               |
| Johann Koch               | 1362                         |                               |
| Peter Blankenfelde        | 1365                         |                               |
| Albert Rathenow           | 1368                         |                               |
| Henning Dobler            | 1375                         |                               |
| Jacob von Rathenow        | 1395                         |                               |
| Arnd Perwenitz            | 1400                         |                               |
| Hans Dannewitz            | 1400                         |                               |
| Henning Strohband         | 1401                         |                               |
| Paul Blankenfelde         | 1401                         |                               |
| Henning Perwenitz         | 1404                         |                               |
| Albert Rathenow           | 1406                         |                               |
| Claus Schultze            | 1408                         |                               |
| Thomas Heidicke           | 1409                         |                               |
| Walsleben                 | 1410                         |                               |
| Jacob Abel                | 1414                         |                               |
| Sebastian Welsickendorf   | 1414                         |                               |
| Bernd Reiche              | 1417                         |                               |
| Thomas Wins               | 1426                         |                               |
| Jacob Heidicke            | 1431                         |                               |
| Wilhelm Blankenfelde      | 1436                         |                               |
| Johann Rathenow           | 1438                         |                               |

## Bürgermeister der kurfürstlichen Residenzstädte (1442–1708)
Der vereinigte Rat von Berlin und Kölln war 1442 aufgrund einer Auflehnung der Viergewerke nicht mehr regierungsfähig. Am 26. Februar 1442 trat der gesamte vereinigte Magistrat zurück und bat Kurfürst Friedrich II. um einen Schiedsspruch. Dieser trennte die gemeinsame Verwaltung der Städte wieder. Von da an besaßen Berlin und Kölln wieder zwei getrennte Magistrate und jeweils eigene Bürgermeister.
| Jahr | Bürgermeister           | Bürgermeister           | Anmerkungen                      |
| ---- | ----------------------- | ----------------------- | -------------------------------- |
| 1442 | Johann Rathenow         | Augustin Völker         | eingesetzt vom Kurfürsten        |
| 1443 | Peter von der Gröben    | Thomas Wins             | Grundsteinlegung Stadtschloss    |
| 1444 | Wilhelm Blankenfelde    | -                       |                                  |
| 1445 | Peter Garnkäufer        | Thomas Wins             |                                  |
| 1446 | Wilhelm Blankenfelde    | -                       |                                  |
| 1447 | Bernhard Reiche         | Thomas Wins             | Berliner Unwille                 |
| 1448 | Peter von der Gröben    | Klaus Schultze          | Berliner Unwille                 |
| 1449 | Balthasar Boytin        | Peter Garnkäufer        |                                  |
| 1450 | Peter von der Gröben    | Klaus Schultze          |                                  |
| 1451 | Peter Garnkäufer        | Augustin Völker         | Fertigstellung Stadtschloss      |
| 1452 | Klaus Schultze          | Caspar Mewes            |                                  |
| 1453 | Peter Garnkäufer        | Augustin Völker         |                                  |
| 1454 | Klaus Schultze          | Caspar Mewes            |                                  |
| 1455 | Peter Garnkäufer        | Augustin Vöker          |                                  |
| 1456 | Klaus Schultze          | Caspar Mewes            |                                  |
| 1457 | Peter Garnkäufer        | Wilhelm Blankenfelde    |                                  |
| 1458 | Klaus Schultze          | Nikolaus Wins           |                                  |
| 1459 | Peter Garnkäufer        | Wilhelm Blankenfelde    |                                  |
| 1460 | -                       | -                       | transpositio dominorum           |
| 1461 | Peter Garnkäufer        | Wilhelm Blankenfelde    |                                  |
| 1462 | Nikolaus Wins           | Hans Blankenfelde       |                                  |
| 1463 | Peter Garnkäufer        | Wilhelm Blankenfelde    |                                  |
| 1464 | Nikolaus Wins           | Johannes Blankenfelde   |                                  |
| 1465 | Barthold Strohband      | Valentin Wins           |                                  |
| 1466 | Nikolaus Wins           | Johannes Blankenfelde   |                                  |
| 1467 | Valentin Wins           | Andreas Schultze        |                                  |
| 1468 | Nikolaus Wins           | Johannes Blankenfelde   |                                  |
| 1469 | Valentin Wins           | Andreas Schultze        |                                  |
| 1470 | Johannes Blankenfelde   | Coelestin Kiehn         |                                  |
| 1471 | Valentin Wins           | Andreas Schultze        |                                  |
| 1472 | Hans Blankenfelde       | Coelestin Kiehn         |                                  |
| 1473 | Valentin Wins           | Andreas Schultze        |                                  |
| 1474 | Coelestin Kiehn         | Lorenz Garnkäufer       |                                  |
| 1475 | Johann Stocker          | Hans Schultze           |                                  |
| 1476 | Coelestin Kiehn         | Lorenz Garnkäufer       |                                  |
| 1477 | Johann Stocker          | Hans Schultze           |                                  |
| 1478 | Coelestin Kiehn         | Lorenz Garnkäufer       |                                  |
| 1479 | Johann Stocker          | Hans Schultze           |                                  |
| 1480 | Coelestin Kiehn         | Lorenz Garnkäufer       |                                  |
| 1481 | Thomas Blankenfelde     | Urban Marcus            |                                  |
| 1482 | Lorenz Garnkäufer       | Christian Matthias      |                                  |
| 1483 | Thomas Blankenfelde     | Urban Marcus            |                                  |
| 1484 | Lorenz Garnkäufer       | Christian Matthias      |                                  |
| 1485 | Thomas Blankenfelde     | Urban Marcus            |                                  |
| 1486 | Lorenz Garnkäufer       | Christian Matthias      |                                  |
| 1487 | Thomas Blankenfelde     | Urban Marcus            | Kauf von Woltersdorf             |
| 1488 | Christian Matthias      | -                       |                                  |
| 1489 | Thomas Blankenfelde     | Urban Marcus            |                                  |
| 1490 | Christian Marcus        | Jacob Wins              |                                  |
| 1491 | Thomas Blankenfelde     | Urban Marcus            |                                  |
| 1492 | Jacob Wins              | Christian Matthias      |                                  |
| 1493 | Thomas Blankenfelde     | Urban Marcus            |                                  |
| 1494 | Christian Matthias      | Jacob Wins              |                                  |
| 1495 | Jacob Wins              | Hans Brackow            |                                  |
| 1496 | Christian Matthias      | Claus Schultze          |                                  |
| 1497 | Jacob Wins              | Hans Brachow            |                                  |
| 1498 | Christian Matthias      | Joachim Reiche senior   |                                  |
| 1499 | Hans Brackow            | Jacob Wins              |                                  |
| 1500 | Christian Matthias      | Joachim Reiche senior   |                                  |
| 1501 | Hans Brackow            | Christoph Wins          |                                  |
| 1502 | Christian Matthias      | Joachim Reiche senior   |                                  |
| 1503 | Hans Brackow            | Christoph Wins          |                                  |
| 1504 | Christian Matthias      | Joachim Reiche senior   |                                  |
| 1505 | Hans Brackow            | Christoph Wins          |                                  |
| 1506 | Christian Matthias      | Joachim Reiche          |                                  |
| 1507 | Hans Brackow            | Christoph Wins          |                                  |
| 1508 | Joachim Reiche sen.     | Hans Gröben             |                                  |
| 1509 | Joachim Reiche sen.     | Hans Gröben             |                                  |
| 1510 | Hans Brackow            | Christoph Wins          |                                  |
| 1511 | Joachim Reiche sen.     | Hans Gröben             |                                  |
| 1512 | Christoph Wins          | -                       |                                  |
| 1513 | Joachim Reiche sen.     | Benedikt Krull          |                                  |
| 1514 | Christoph Wins          | -                       |                                  |
| 1515 | Joachim Reiche sen.     | Benedikt Krull          |                                  |
| 1516 | Christoph Wins          | Hans Brackow            |                                  |
| 1517 | Joachim Reiche sen.     | Benedikt Krull          |                                  |
| 1518 | Christoph Wins          | Claus Fuge              |                                  |
| 1519 | Benedikt Krull          | Hans Harckstroh         |                                  |
| 1520 | Thomas Freiberg         | Claus Fuge              |                                  |
| 1521 | Benedikt Krull          | Hans Harckstroh         |                                  |
| 1522 | Thomas Freiberg         | Claus Fuge              |                                  |
| 1523 | Benedikt Krull          | Hans Harckstroh         |                                  |
| 1524 | Thomas Freiberg         | Peter Krause            |                                  |
| 1525 | Benedikt Krull          | Melchior Funcke         |                                  |
| 1526 | Joachim Reiche          | Thomas Freiberg         |                                  |
| 1527 | Hans Tempelhof          | Melchior Funcke         | Tiergarten entsteht              |
| 1528 | Joachim Reiche          | Thomas Freiberg         |                                  |
| 1529 | Hans Tempelhof          | Melchior Funcke         |                                  |
| 1530 | Joachim Reiche          | Georg Freiberg          |                                  |
| 1531 | Melchior Funcke         | Hans Tempelhof          |                                  |
| 1532 | Joachim Reiche          | Georg Freiberg          |                                  |
| 1533 | Melchior Funcke         | Hans Tempelhof          |                                  |
| 1534 | Joachim Reiche          | Georg Freiberg          |                                  |
| 1535 | Melchior Funcke         | Hans Tempelhof          |                                  |
| 1536 | Joachim Reiche          | Balthasar Züls          |                                  |
| 1537 | Hans Tempelhof          | Georg Freiberg jun.     |                                  |
| 1538 | Balthasar Züls          | Georg Matthias          |                                  |
| 1539 | Hans Tempelhof          | Georg Freiberg jun.     | Reformation in Brandenburg       |
| 1540 | Balthasar Züls          | Georg Matthias          |                                  |
| 1541 | Hans Tempelhof          | Georg Freiberg jun.     |                                  |
| 1542 | Georg Matthias          | Hans Tempelhof jun.     |                                  |
| 1543 | Hans Tempelhof          | Georg Freiberg jun.     |                                  |
| 1544 | Georg Matthias          | Hans Tempelhof jun.     |                                  |
| 1545 | Georg Freiberg jun.     | Hieronymus Reiche       |                                  |
| 1546 | Georg Matthias          | Hans Tempelhof jun.     |                                  |
| 1547 | Georg Freiberg jun.     | Hieronymus Reiche       |                                  |
| 1548 | Georg Matthias          | Hans Tempelhof jun.     |                                  |
| 1549 | Georg Freiberg jun.     | Hieronymus Reiche       |                                  |
| 1550 | Georg Matthias          | Hans Tempelhof jun.     |                                  |
| 1551 | Hieronymus Reiche       | Valentin Döring         |                                  |
| 1552 | Georg Matthias          | Hans Tempelhof jun.     |                                  |
| 1553 | Hieronymus Reiche       | Valentin Döring         |                                  |
| 1554 | Georg Matthias          | Hans Tempelhof jun.     |                                  |
| 1555 | Hieronymus Reiche       | Valentin Döring         |                                  |
| 1556 | Georg Matthias          | Hans Tempelhof jun.     |                                  |
| 1557 | Hieronymus Reiche       | Valentin Döring         |                                  |
| 1558 | Georg Matthias          | Johann Blankenfelde     |                                  |
| 1559 | Hieronymus Reiche       | Valentin Döring         |                                  |
| 1560 | Georg Matthias          | Johann Blankenfelde     |                                  |
| 1561 | Valentin Döring         | Thomas Matthias         |                                  |
| 1562 | Georg Matthias          | Johann Blankenfelde     |                                  |
| 1563 | Valentin Döring         | Thomas Matthias         |                                  |
| 1564 | Georg Matthias          | Johann Blankenfelde     |                                  |
| 1565 | Valentin Döring         | Thomas Matthias         |                                  |
| 1566 | Johann Blankenfelde     | Wolfgang Veigel         |                                  |
| 1567 | Valentin Döring         | Thomas Matthias         | Knüppelkrieg                     |
| 1568 | Johann Blankenfelde     | -                       |                                  |
| 1569 | Valentin Döring         | Thomas Matthias         |                                  |
| 1570 | Johann Blankenfelde     | Simon Mehlmann          |                                  |
| 1571 | Valentin Döring         | Thomas Matthias         |                                  |
| 1572 | Simon Mehlmann          | Christoph Rauch         |                                  |
| 1573 | Valentin Döring         | Thomas Matthias         | Reitweg unter den Linden         |
| 1574 | Thomas Matthias         | -                       |                                  |
| 1575 | Hieronymus Tempelhof    | Johann Eisleben         |                                  |
| 1576 | Thomas Matthias         | -                       |                                  |
| 1577 | Hieronymus Tempelhof    | Johann Eisleben         |                                  |
| 1578 | Michael Dieterich       | Jacob Dietert           |                                  |
| 1579 | Hieronymus Tempelhof    | Johann Eisleben         |                                  |
| 1580 | Jacob Dietert           | Georg Rust              |                                  |
| 1581 | Johann Eisleben         | Peter Thiele            |                                  |
| 1582 | Georg Rust              | Burckhardt Baurath      |                                  |
| 1583 | Johann Eisleben         | Peter Thiele            |                                  |
| 1584 | Burckhardt Baurath      | Georg Scholle           |                                  |
| 1585 | Johann Eisleben         | Valentin Retzlow        |                                  |
| 1586 | Georg Scholle           | Matthias Franke         |                                  |
| 1587 | Johann Eisleben         | Valentin Retzlow        |                                  |
| 1588 | Georg Scholle           | Matthias Franke         |                                  |
| 1589 | Johann Eisleben         | Valentin Retzlow        |                                  |
| 1590 | Georg Scholle           | Matthias Franke         |                                  |
| 1591 | Johann Eisleben         | Valentin Retzlow        |                                  |
| 1592 | Georg Scholle           | Matthias Franke         |                                  |
| 1593 | Johann Eisleben         | Valentin Retzlow        |                                  |
| 1594 | Georg Scholle           | Erhard Scheubelin       |                                  |
| 1595 | Valentin Retzlow        | Andreas Weißbrodt       |                                  |
| 1596 | Georg Scholle           | Leonhard Weiler         |                                  |
| 1597 | Valentin Retzlow        | Andreas Weißbrodt       |                                  |
| 1598 | Georg Scholle           | Leonhard Weiler         |                                  |
| 1599 | Valentin Retzlow        | Andreas Weißbrodt       |                                  |
| 1600 | Georg Scholle           | Leonhard Weiler         |                                  |
| 1601 | Valentin Retzlow        | Andreas Weißbrodt       |                                  |
| 1602 | Georg Scholle           | Martin Pasche           |                                  |
| 1603 | Valentin Retzlow        | Andreas Weißbrodt       |                                  |
| 1604 | Georg Scholle           | Martin Pasche           |                                  |
| 1605 | Valentin Retzlow        | Andreas Weißbrodt       |                                  |
| 1606 | Georg Scholle           | Martin Pasche           |                                  |
| 1607 | Valentin Retzlow        | Andreas Weißbrodt       |                                  |
| 1608 | Georg Scholle           | Martin Pasche           |                                  |
| 1609 | Valentin Retzlow        | Andreas Weißbrodt       |                                  |
| 1610 | Martin Pasche           | Sebastian Baurath       |                                  |
| 1611 | Andreas Weißbrodt       | Jacob Strasburg         |                                  |
| 1612 | Martin Pasche           | Sebastian Baurath       |                                  |
| 1613 | Andreas Weißbrodt       | Jacob Strasburg         |                                  |
| 1614 | Martin Pasche           | Sebastian Baurath       |                                  |
| 1615 | Andreas Weißbrodt       | Jacob Strasburg         |                                  |
| 1616 | Martin Pasche           | Sebastian Baurath       |                                  |
| 1617 | Jacob Strasburg         | Andreas Koch            |                                  |
| 1618 | Martin Pasche           | Sebastian Baurath       |                                  |
| 1619 | Jacob Strasburg         | Andreas Koch            |                                  |
| 1620 | Martin Pasche           | Sebastian Baurath       |                                  |
| 1621 | Jacob Strasburg         | Andreas Koch            |                                  |
| 1622 | Martin Pasche           | Bartholomäus Goltze     |                                  |
| 1623 | Jacob Strasburg         | Valentin Döring         |                                  |
| 1624 | Martin Pasche           | Bartholomäus Goltze     |                                  |
| 1625 | Jacob Strasburg         | Valentin Döring         |                                  |
| 1626 | Martin Pasche           | Bartholomäus Goltze     |                                  |
| 1627 | Valentin Döring         | Joachim Hartmann        |                                  |
| 1628 | Bartholomäus Goltze     | Erasmus Seidel          |                                  |
| 1629 | Valentin Döring         | Joachim Hartmann        |                                  |
| 1630 | Bartholomäus Goltze     | Benedikt Reichardt      |                                  |
| 1631 | Valentin Döring         | Joachim Hartmann        |                                  |
| 1632 | Benedikt Reichardt      | Caspar Miser            |                                  |
| 1633 | Valentin Döring         | Joachim Hartmann        |                                  |
| 1634 | Benedikt Reichardt      | Caspar Miser            |                                  |
| 1635 | Valentin Döring         | Joachim Hartmann        |                                  |
| 1636 | Benedikt Reichardt      | Caspar Miser            |                                  |
| 1637 | Valentin Döring         | Heinrich Retzlow        |                                  |
| 1638 | Benedikt Reichardt      | Caspar Miser            |                                  |
| 1639 | Friedrich Blechschmied  | Heinrich Retzlow        |                                  |
| 1640 | Benedikt Reichardt      | Caspar Miser            |                                  |
| 1641 | Friedrich Blechschmied  | Andreas Lindholz        |                                  |
| 1642 | Benedikt Reichardt      | Georg Weber             |                                  |
| 1643 | Friedrich Blechschmied  | Andreas Lindholz        |                                  |
| 1644 | Benedikt Reichardt      | Georg Weber             |                                  |
| 1645 | Friedrich Blechschmied  | Andreas Lindholz        |                                  |
| 1646 | Benedikt Reichardt      | Georg Weber             |                                  |
| 1647 | Friedrich Blechschmied  | Andreas Lindholz        |                                  |
| 1648 | Benedikt Reichardt      | Georg Weber             |                                  |
| 1649 | Andreas Lindholz        | Michael Zarlang         |                                  |
| 1650 | Benedikt Reichardt      | Georg Weber             |                                  |
| 1651 | Andreas Lindholz        | Michael Zarlang         |                                  |
| 1652 | Benedikt Reichardt      | Georg Weber             |                                  |
| 1653 | Andreas Lindholz        | Michael Zarlang         |                                  |
| 1654 | Benedikt Reichardt      | Georg Weber             |                                  |
| 1655 | Andreas Lindholz        | Michael Zarlang         |                                  |
| 1656 | Benedikt Reichardt      | Georg Weber             |                                  |
| 1657 | Michael Zarlang         | Johann Tiefenbach       |                                  |
| 1658 | Benedikt Reichardt      | Georg Weber             | Baubeginn Festungsring           |
| 1659 | Michael Zarlang         | Johann Tiefenbach       |                                  |
| 1660 | Benedikt Reichardt      | Georg Weber             |                                  |
| 1661 | Michael Zarlang         | Johann Tiefenbach       |                                  |
| 1662 | Benedikt Reichardt      | Georg Weber             | Gründung Friedrichswerder        |
| 1663 | Michael Zarlang         | Johann Tiefenbach       | Berliner Religionsgespräch       |
| 1664 | Benedikt Reichardt      | Johann Tiefenbach       |                                  |
| 1665 | Michael Zarlang         | Gottfried Scharden      |                                  |
| 1666 | Benedikt Reichardt      | Johann Tiefenbach       |                                  |
| 1667 | Michael Zarlang         | Gottfried Scharden      |                                  |
| 1668 | Benedikt Reichardt      | Johann Tiefenbach       |                                  |
| 1669 | Michael Zarlang         | Matthias Kraz           |                                  |
| 1670 | Johann Tiefenbach       | Friedrich Müller        |                                  |
| 1671 | Michael Zarlang         | Hoyer Friedrich Striepe | Aufnahme Wiener Juden            |
| 1672 | Johann Tiefenbach       | Friedrich Müller        |                                  |
| 1673 | Michael Zarlang         | Levin Scharden          |                                  |
| 1674 | Johann Tiefenbach       | Friedrich Müller        | Gründung Dorotheenstadt          |
| 1675 | Johann Tiefenbach       | Levin Scharden          |                                  |
| 1676 | Friedrich Müller        | Matthias Neuhaus        |                                  |
| 1677 | Johann Tiefenbach       | Levin Scharden          |                                  |
| 1678 | Johann Tiefenbach       | Matthias Neuhaus        |                                  |
| 1679 | Levin Scharden          | Richard Detert          |                                  |
| 1680 | Johann Tiefenbach       | Matthias Neuhaus        |                                  |
| 1681 | Levin Scharden          | Richard Detert          |                                  |
| 1682 | Johann Tiefenbach       | Christoph Schmidt       |                                  |
| 1683 | Levin Scharden          | Christian Schröder      | Fertigstellung Festungsring      |
| 1684 | Christoph Schmidt       | Johann Christoph Otto   |                                  |
| 1685 | Levin Scharden          | Christian Schröder      | Edikt von Potsdam                |
| 1686 | Christoph Schmidt       | Johann Christoph Otto   |                                  |
| 1687 | Levin Scharden          | Christian Schröder      |                                  |
| 1688 | Christoph Schmidt       | Andreas Weber           | Gründung Friedrichstadt          |
| 1689 | Levin Scharden          | Christian Schröder      |                                  |
| 1690 | Christoph Schmidt       | Andreas Weber           |                                  |
| 1691 | Levin Scharden          | Christian Schröder      |                                  |
| 1692 | Christoph Schmidt       | Andreas Weber           |                                  |
| 1693 | Levin Scharden          | Christian Schröder      |                                  |
| 1694 | Christoph Schmidt       | Caspar Litzmann         |                                  |
| 1695 | Levin Scharden          | Andreas Libertus Müller | Grundsteinlegung Parochialkirche |
| 1696 | Christoph Schmidt       | Christoph Christian     |                                  |
| 1697 | Levin Scharden          | Andreas Libertus Müller |                                  |
| 1698 | Christoph Schmidt       | Christoph Christian     |                                  |
| 1699 | Andreas Libertus Müller | Sebastian Striepe       |                                  |
| 1700 | Christoph Schmidt       | Christoph Christian     | Johann von Heßig (3.)            |
| 1701 | Andreas Libertus Müller | Sebastian Striepe       |                                  |
| 1702 | Christoph Schmidt       | Christoph Christian     | Johann von Heßig (3.)            |
| 1703 | Andreas Libertus Müller | Sebastian Striepe       |                                  |
| 1704 | Christoph Schmidt       | Christoph Christian     |                                  |
| 1705 | Andreas Libertus Müller | Sebastian Striepe       | Johann Philipp Waldschmid (3.)   |
| 1706 | Christoph Schmidt       | Christoph Christian     |                                  |
| 1707 | Andreas Libertus Müller | Sebastian Striepe       | Johann Philipp Waldschmid (3.)   |
| 1708 | Christoph Schmidt       | Christoph Christian     | Johann von Heßig (3.)            |

Quellen

## Bürgermeister und Stadtpräsidenten der königlichen Residenzstadt (1709–1808)
König Friedrich I. fasste am 17. Januar 1709 mit dem „Reskript von Combinierung der rathäuslichen Collegien“ die Verwaltung der Städte Berlin, Kölln, Friedrichswerder, Dorotheenstadt und Friedrichstadt zusammen. Der Berliner Magistrat bestand aus vier gleichberechtigten Bürgermeistern mit verschiedenen Aufgabenbereichen und fünfzehn weiteren Ratsherren. Am 21. Januar wurden Sebastian Friedrich Striepe, Joachim Friedrich Kornmesser, Ludwig Senning und Andreas Libertus Müller vereidigt. König Friedrich Wilhelm I. unterstellte den Berliner Magistrat 1723 der Kurmärkischen Kriegs- und Domänenkammer und setzte ab 1726 einen Stadtpräsidenten ein, der über den Bürgermeistern stand.

### Bürgermeister der königlichen Residenzstadt (1709–1739)
| 1. Bürgermeister            | 2. Bürgermeister                           | 3. Bürgermeister        | 4. Bürgermeister                     |
| --------------------------- | ------------------------------------------ | ----------------------- | ------------------------------------ |
| Sebastian Friedrich Striepe | Joachim Friedrich Kormesser                | Ludwig Senning bis 1736 | Andreas Libertus Müller              |
| Werner Thieling 1709 - 1733 | Christian Friedrich Brunsleben 1715 - 1724 | Ludwig Senning bis 1736 | Johann Joachim Litzmann 1709 - 1712  |
| Werner Thieling 1709 - 1733 | Christian Friedrich Brunsleben 1715 - 1724 | Ludwig Senning bis 1736 | Johann Heinrich Schlüter 1712 - 1731 |
| Werner Thieling 1709 - 1733 | Ernst Holzendorf 1724 - 1726               | Ludwig Senning bis 1736 |                                      |

Am 8. April 1719 wurde Gustav Friedrich Gerbet von Friedrich Wilhelm I. zum „Consul Supernumario“ und am 18. Mai 1720 Johann Christian von Hammerstein zum „Bürgermeister hiesiger Residenzen“ ernannt.

### Stadtpräsidenten der königlichen Residenzstadt (1726–1808)
| Name                              | Beginn der Amtszeit | Ende der Amtszeit |
| --------------------------------- | ------------------- | ----------------- |
| Simon Victor Hünicke              | 1726                | 1733              |
| Heinrich Adam von Neuendorf       | 1735                | 1746              |
| Karl David Kircheisen             | 1746                | 1770              |
| Johann Albrecht Philippi          | 1771                | 1791              |
| Johann von Eisenhart              | 9. November 1791    | 24. Oktober 1794  |
| Friedrich Philipp Eisenberg       | 1794                | 1804              |
| Johann Stephan Gottfried Büsching | 22. Mai 1804        | Mai 1808          |

## Oberbürgermeister der königlichen Hauptstadt (1809–1920)
| Name                               | Partei | Beginn der Amtszeit | Ende der Amtszeit  |
| ---------------------------------- | ------ | ------------------- | ------------------ |
| Carl Friedrich Leopold von Gerlach | —      | 6. Juli 1809        | 8. Juni 1813       |
| Johann Stephan Gottfried Büsching  | —      | Februar 1814        | März 1832          |
| Friedrich von Bärensprung          | —      | März 1832           | 6. Oktober 1834    |
| Heinrich Wilhelm Krausnick         | —      | 6. Oktober 1834     | 20. März 1848      |
| Franz Christian Naunyn (amtierend) | —      | 20. März 1848       | 23. Januar 1851    |
| Heinrich Wilhelm Krausnick         | —      | 23. Januar 1851     | 30. Dezember 1862  |
| Karl Theodor Seydel                | —      | 12. Januar 1863     | 1. April 1872      |
| Arthur Hobrecht                    | NLP    | 16. Mai 1872        | 1. April 1878      |
| Max von Forckenbeck                | NLP    | 21. November 1878   | 26. Mai 1892       |
| Robert Zelle                       | FVp    | 26. September 1892  | 30. September 1898 |
| Martin Kirschner                   | —      | 23. Dezember 1899   | 31. August 1912    |
| Adolf Wermuth                      | —      | 1. September 1912   | 1. Oktober 1920    |

Quellen

## Oberbürgermeister von Groß-Berlin (1920–1951)
| Name                                   | Partei | Beginn der Amtszeit | Ende der Amtszeit  |
| -------------------------------------- | ------ | ------------------- | ------------------ |
| Adolf Wermuth 1                        | —      | 1. Oktober 1920 2   | 30. November 1920  |
| Gustav Böß                             | DDP    | 10. Februar 1921    | 7. November 1929   |
| Arthur Scholtz (kommissarisch)         | DVP    | 7. November 1929    | 20. April 1931     |
| Heinrich Sahm                          | — 3    | 20. April 1931      | 18. Dezember 1935  |
| Oskar Maretzky (kommissarisch)         | — 4    | 19. Dezember 1935   | 5. Januar 1937     |
| Julius Lippert                         | NSDAP  | 5. Januar 1937      | Juli 1940          |
| Ludwig Steeg 5                         | NSDAP  | Juli 1940           | April 1945         |
| Arthur Werner                          | —      | 17. Mai 1945        | 10. Dezember 1946  |
| Otto Ostrowski                         | SPD    | 5. Dezember 1946    | 17. April 1947     |
| Ferdinand Friedensburg (kommissarisch) | CDU    | 17. April 1947      | 8. Mai 1947        |
| Louise Schroeder (amtierend)           | SPD    | 8. Mai 1947         | 7. Dezember 1948 6 |
| Ernst Reuter                           | SPD    | 7. Dezember 1948    | 1. Februar 1951    |

## Oberbürgermeister von Ost-Berlin (1948–1991)
| Name                           | Partei | Beginn der Amtszeit | Ende der Amtszeit |
| ------------------------------ | ------ | ------------------- | ----------------- |
| Friedrich Ebert junior         | SED    | 30. November 1948   | 5. Juli 1967      |
| Herbert Fechner                | SED    | 5. Juli 1967        | 11. Februar 1974  |
| Erhard Krack                   | SED    | 11. Februar 1974    | 15. Februar 1990  |
| Ingrid Pankraz (kommissarisch) | PDS    | 15. Februar 1990    | 23. Februar 1990  |
| Christian Hartenhauer          | PDS    | 23. Februar 1990    | 30. Mai 1990      |
| Tino Schwierzina               | SPD    | 30. Mai 1990        | 11. Januar 1991   |
| Thomas Krüger (kommissarisch)  | SPD    | 11. Januar 1991     | 24. Januar 1991   |

Ab dem 3. Oktober 1990 regierte der Magistrat Schwierzina unter Tino Schwierzina und anschließend Thomas Krüger gemäß Art. 16 des Einigungsvertrags gemeinsam mit dem Senat Momper unter Walter Momper das wiedervereinigte Berlin.

## Regierender Bürgermeister von West-Berlin (seit 1951)
| #       | Bild | Bürgermeister 1                          | Amtszeit                              | Partei | Partei | Wahlen         | Senat                                           |
| ------- | ---- | ---------------------------------------- | ------------------------------------- | ------ | ------ | -------------- | ----------------------------------------------- |
| 1       |      | Ernst Reuter (1889–1953)                 | 1. Februar 1951 – 29. September 1953  |        | SPD    | 1950           | Reuter                                          |
| 2       |      | Walther Schreiber (1884–1958)            | 22. Oktober 1953 – 11. Januar 1955    |        | CDU    | –              | Schreiber                                       |
| 3       |      | Otto Suhr (1894–1957)                    | 11. Januar 1955 – 30. August 1957     |        | SPD    | 1954           | Suhr                                            |
| –       |      | Franz Amrehn (kommissarisch) (1912–1981) | 30. August 1957 – 3. Oktober 1957     |        | CDU    |                | Suhr                                            |
| 4       |      | Willy Brandt (1913–1992)                 | 3. Oktober 1957 – 1. Dezember 1966    |        | SPD    | 1958 1963      | Brandt I Brandt II Brandt III                   |
| 5       |      | Heinrich Albertz (1915–1993)             | 1. Dezember 1966 – 19. Oktober 1967   |        | SPD    | 1967           | Albertz I Albertz II                            |
| 6       |      | Klaus Schütz (1926–2012)                 | 19. Oktober 1967 – 2. Mai 1977        |        | SPD    | 1971 1975      | Schütz I Schütz II Schütz III                   |
| 7       |      | Dietrich Stobbe (1938–2011)              | 2. Mai 1977 – 23. Januar 1981         |        | SPD    | 1979           | Stobbe I Stobbe II                              |
| 8       |      | Hans-Jochen Vogel (1926–2020)            | 23. Januar 1981 – 11. Juni 1981       |        | SPD    | –              | Vogel                                           |
| 9       |      | Richard von Weizsäcker (1920–2015)       | 11. Juni 1981 – 9. Februar 1984       |        | CDU    | 1981           | Weizsäcker                                      |
| 10      |      | Eberhard Diepgen (* 1941)                | 9. Februar 1984 – 16. März 1989       |        | CDU    | 1985           | Diepgen I Diepgen II                            |
| 11      |      | Walter Momper (* 1945)                   | 16. März 1989 2 – 24. Januar 1991     |        | SPD    | 1989           | Momper                                          |
| 12 (10) |      | Eberhard Diepgen (* 1941)                | 24. Januar 1991 – 16. Juni 2001       |        | CDU    | 1990 1995 1999 | Diepgen III Diepgen IV Diepgen V                |
| 13      |      | Klaus Wowereit (* 1953)                  | 16. Juni 2001 – 11. Dezember 2014     |        | SPD    | 2001 2006 2011 | Wowereit I Wowereit II Wowereit III Wowereit IV |
| 14      |      | Michael Müller (* 1964)                  | 11. Dezember 2014 – 21. Dezember 2021 |        | SPD    | 2016           | Müller I Müller II                              |
| 15      |      | Franziska Giffey (* 1978)                | 21. Dezember 2021 – 27. April 2023    |        | SPD    | 2021           | Giffey                                          |
| 16      |      | Kai Wegner (* 1972)                      | 27. April 2023 –                      |        | CDU    | 2023           | Wegner                                          |